# گیاه‌پارچ لوئیای
گیاه‌پارچ لوئیای (نام علمی: Nepenthes lowii) یک گیاه کوزه‌ای و گوشتخوار و بومی برنئو می‌باشد.